# Jan Paweł II w piusce profil (monety kolekcjonerskie)
Jan Paweł II w piusce profil – monety kolekcjonerskie wybite z wykorzystaniem wspólnego wzoru rewersu przedstawiającego Jana Pawła II, w nominałach 100-, 200-, 1000 złotych, w srebrze, stemplem lustrzanym lub zwykłym, wprowadzone do obiegu przez Narodowy Bank Polski 5 października 1982 r. (M.P. z 1982 r. nr 23, poz. 207). Z formalnego punktu widzenia przestały być prawnym środkiem płatniczym z dniem denominacji z 1 stycznia 1995 roku, rozporządzeniem prezesa Narodowego Banku Polskiego z dnia 18 listopada 1994 (M.P. z 1994 r. Nr 61, poz. 541).
Monety upamiętniały drugą wizytę Jana Pawła II w Polsce.
Monety z 1982 r. zostały wprowadzone do obiegu razem z monetami kolekcjonerskimi Jan Paweł II z pastorałem z półprofilu.
Zaliczane są do serii tematycznej Jan Paweł II.
Na przełomie XX i XXI w. na rynku kolekcjonerskim oraz w katalogach numizmatycznych funkcjonowała/funkcjonuje nieoficjalna, hybrydowa moneta o nominale 10 000 złotych, wybita z ikonograficznie identycznym rysunkiem rewersu oraz awersem innej oficjalnej monety szwajcarskiej mennicy VALCAMBI (awers'rewers). Dla monety tej nie istnieje żaden akt normatywny wprowadzający ją do obiegu w Polskiej Rzeczypospolitej Ludowej.
W końcu 2. dziesięciolecia XXI w. na rynku wydawniczym pojawiło się rozbudowane opracowanie dotyczące przez wszystkim monet próbnych okresu Polski Ludowej (1949–1990). W ramach 20-letniej pracy nad książką autor przeprowadził między innymi kwerendy w Narodowym Banku Polskim oraz w Mennicy Polskiej S.A. (dawnej Mennicy Państwowej). Jednym z rezultatów tych działań było zapoznanie się z dokumentami dotyczącymi emisji monet z mennicy VALCAMBI oraz oryginalnymi egzemplarzami bardzo rzadkich roczników innych niż 1982 bitych przez tę mennicę szwajcarską. Ostatecznym rezultatem tych wizyt, uzupełnionych o szczegółową analizę porównawczą wszystkich monet, które rynek kolekcjonerski na przełomie XX i XXI w. klasyfikował jako produkty mennicy VALCAMBI, było:
1. Uznanie wszystkich egzemplarzy z rewersem Jan Paweł II w piusce z profilu bitych z datą roczną 1986 (100–, 200–, 10 000 złotych), stemplem lustrzanym albo zwykłym, za numizmaty niewiadomego pochodzenia, określone przez autora jako nieoficjalne (fałszywe?).
2. Zmianę klasyfikacji bić szwajcarskich Jan Paweł II w piusce z profilu o nominałach 100– oraz 200 złotych, bez napisu PRÓBA, z datą roczną 1985 – z kolekcjonerskich na próbne technologiczne.

## Awers
W centralnym punkcie umieszczono godło – orła bez korony, po bokach orła rok:
- „19 82” albo
- „19 83” albo
- „19 85” albo
- „19 86”,

dookoła napis „POLSKA RZECZPOSPOLITA LUDOWA”, na dole:
- „• ZŁ 100 ZŁ •” albo
- „• ZŁ 200 ZŁ •” albo
- „• ZŁ 1000 ZŁ •”,

pod łapą orła znak mennicy:
- w Warszawie – z prawej strony superpozycja liter MW, albo
- VALCAMBI – z lewej strony litery CHI w kółku[1].

## Rewers
Na tej stronie monety znajduje się lewy profil Jana Pawła II w piusce, a pod spodem napis w łuku: „JAN•PAWEŁ•II”.

## Nakład
Monety bito z rantem gładkim w dwóch mennicach:
- w Warszawie (1000 złotych),
- VALCAMBI z Balerny w Szwajcarii (100 złotych, 200 złotych oraz nieoficjalny nominał 10 000 złotych)

według projektu Stanisławy Wątróbskiej-Frindt. Materiał, sposób wybicia (stempel), parametry metrologiczne oraz nakłady przedstawiono poniżej:
| Lp.  | Nominał      | Metal        | Stempel      | Średnica (mm) | Masa (gram) | Nakład (sztuk) | Mennica  | Uwagi                                                                                 |
| ---- | ------------ | ------------ | ------------ | ------------- | ----------- | -------------- | -------- | ------------------------------------------------------------------------------------- |
| 1982 |              |              |              |               |             |                |          |                                                                                       |
| 1    | 100 złotych  | srebro Ag750 | zwykły       | 30            | 14,15       | 8700           | VALCAMBI | na wyłączność firmy zagranicznej                                                      |
| 2    | 100 złotych  | srebro Ag750 | lustrzany    | 30            | 14,15       | 3750           | VALCAMBI | na wyłączność firmy zagranicznej                                                      |
| 3    | 200 złotych  | srebro Ag750 | zwykły       | 40            | 28,3        | 3000           | VALCAMBI | na wyłączność firmy zagranicznej                                                      |
| 4    | 200 złotych  | srebro Ag750 | lustrzany    | 40            | 28,3        | 3650           | VALCAMBI | na wyłączność firmy zagranicznej                                                      |
| 5    | 1000 złotych | srebro Ag625 | „matowiony”1 | 31            | 14,5        | bd             | Warszawa | monety wyselekcjonowane z emisji okolicznościowej wybitej w nakładzie 803 100 sztuk   |
| 1983 |              |              |              |               |             |                |          |                                                                                       |
| 6    | 1000 złotych | srebro Ag625 | „matowiony”1 | 31            | 14,5        | bd             | Warszawa | monety wyselekcjonowane z emisji okolicznościowej wybitej w nakładzie 1 529 960 sztuk |
| 7    | 1000 złotych | srebro Ag625 | lustrzany    | 31            | 14,5        | 10 000         | Warszawa |                                                                                       |

1 – określenie sposobu bicia monety jako „stempel matowiony” nie ma ani charakteru formalnego, ani ukształtowanego przez rynek kolekcjonerski przełomu XX i XXI w. Monety dystrybuowane jako wyselekcjonowane charakteryzują się matowym rysunkiem, zazwyczaj obu stron, oraz często połyskowym tłem. Przypominają więc egzemplarze bite przez mennicę stemplem lustrzanym i z tego powodu w obrocie kolekcjonerskim „pojawiają się” czasami nieistniejące wg banku emisyjnego egzemplarze monety 1000 złotych z Janem Pawłem II
| Lp.  | Nominał     | Metal        | Stempel   | Średnica (mm) | Masa (gram) | Nakład (sztuk) | Mennica  |
| ---- | ----------- | ------------ | --------- | ------------- | ----------- | -------------- | -------- |
| 1985 |             |              |           |               |             |                |          |
| 1    | 100 złotych | srebro Ag750 | zwykły    | 30            | 14,15       | nieznany       | VALCAMBI |
| 2    | 100 złotych | srebro Ag750 | lustrzany | 30            | 14,15       | nieznany       | VALCAMBI |
| 3    | 200 złotych | srebro Ag750 | zwykły    | 40            | 28,3        | nieznany       | VALCAMBI |
| 4    | 200 złotych | srebro Ag750 | lustrzany | 40            | 28,3        | nieznany       | VALCAMBI |

| Lp.  | Nominał        | Metal        | Stempel   | Średnica (mm) | Masa (gram) | Nakład (sztuk) | Mennica    |
| ---- | -------------- | ------------ | --------- | ------------- | ----------- | -------------- | ---------- |
| 1986 |                |              |           |               |             |                |            |
| 1    | 100 złotych    | srebro Ag750 | zwykły    | 30            | 14,15       | 80             | VALCAMBI ? |
| 2    | 100 złotych    | srebro Ag750 | lustrzany | 30            | 14,15       | 128            | VALCAMBI ? |
| 3    | 200 złotych    | srebro Ag750 | zwykły    | 40            | 28,3        | 32             | VALCAMBI ? |
| 4    | 200 złotych    | srebro Ag750 | lustrzany | 40            | 28,3        | 75             | VALCAMBI ? |
| 5    | 10 000 złotych | srebro Ag750 | zwykły    | 40            | 28,3        | nieznany       | VALCAMBI ? |
| 6    | 10 000 złotych | srebro Ag750 | lustrzany | 40            | 28,3        | nieznany       | VALCAMBI ? |

## Opis
Rysunek rewersu jest jednym z siedmiu z Janem Pawłem II, który znalazł się na monetach okresu PRL.
Tymi samymi stemplami zostały wybite również monety obiegowe z wizerunkiem okolicznościowym o nominale 1000 złotych, z datami rocznymi 1982 oraz 1983, stemplem zwykłym, w srebrze próby 625.
Monety kolekcjonerskie z Mennicy Państwowej w Warszawie o nominale 1000 złotych, wyselekcjonowane z emisji obiegowych z lat 1982 i 1983, bywają czasami sprzedawane na rynku kolekcjonerskim z opisem „lustrzane”, co sugeruje kupującym, że zostały wybite stemplem lustrzanym. Według dokumentów Narodowego Banku Polskiego 1000-złotówki stemplem lustrzanym zostały wybite tylko z datą roczną 1983, a na rynek kolekcjonerski, poza emisją jednoznacznie lustrzaną z 1983 r., wprowadzono egzemplarze wyselekcjonowane z obydwu lat emisji.

## Wersje próbne
Dla nominału bitego w Warszawie (1000 złotych) istnieją bicia:
- z datą roczną 1982 i wypukłym napisem PRÓBA[15]:
  - w serii prób niklowych – nakład 500 sztuk,
  - technologiczne: 
    - z rantem gładkim, w srebrze Ag625, średnica 31 mm – nakład 40 sztuk (wg NBP) albo 20 sztuk (wg Mennicy Polskiej)
    - z rantem ząbkowanym, w srebrze Ag500, średnia 24,5 mm
      - masa 8,1 grama, stempel zwykły – nakład 8 sztuk (wg NBP)
      - masa 8,1 grama, stempel polerowany – nakład 10 sztuk (wg NBP)
      - masa 7,8 grama, stempel zwykły, na wyżarzonym krążku – nakład 2 sztuki (wg NBP)
- z datą roczną 1983 klipa kwadratowa 40 x 40 mm, w srebrze, o masie 37,9 grama, bez napisu PRÓBA, w nieznanym nakładzie[16].